# 佛朗哥·德皮科利
佛朗哥·德皮科利（義大利語：Franco De Piccoli，1937年11月29日—），意大利男子拳击运动员。他曾代表意大利参加1960年夏季奥林匹克运动会拳击比赛，获得男子重量级金牌。